# Алгебраическая квантовая теория
В алгебраической квантовой теории квантовая система характеризуется топологической инволютивной алгеброй {\displaystyle A} и непрерывной положительной формой {\displaystyle f} на этой алгебре. Элементы алгебры {\displaystyle A} описывают наблюдаемые квантовой системы, а их значения {\displaystyle f(a)} интерпретируются как средние значения этих наблюдаемых. При этом форма {\displaystyle f} задает представление алгебры {\displaystyle A} операторами в гильбертовом пространстве согласно так называемой конструкции ГНС (Гельфанда — Наймарка — Сигала).
Наиболее разработана алгебраическая квантовая теория с {\displaystyle C^{*}}-алгебрами и алгебрами фон Неймана. Однако конструкция ГНС обобщается и на случай ненормированных инволютивных алгебр, рассматриваемых в квантовой теории поля. В частности, будучи примененной к (ненормированным) алгебрам канонических коммутационных соотношений, конструкция ГНС согласуется с каноническим квантованием.